# Asmundtorp
Asmundtorp est une localité de Suède dans la commune de Landskrona en Scanie.
Sa population était de 1 624 habitants en 2019.

## Personnalité
Le lutteur Olle Anderberg (1919-2003), champion olympique en 1952, est né à Asmundtorp.